# Tapecomys primus
Tapecomys primus là một loài động vật có vú trong họ Cricetidae, bộ Gặm nhấm. Loài này được Anderson & Yates mô tả năm 2000.
Loài này được tìm thấy ở vài nơi thuộc miền đông nam Bolivia. Hai tiêu bản được tìm thấy năm 1991 trong vùng rừng ở độ cao 1500 m gần làng Tapecua, tỉnh Tarija thuộc Bolivia. Một ít tiêu bản sau đó cũng được tìm thấy và ở tỉnh Jujuy, miền bắc Argentina.